# Олюторски район
Олюторски район е административно-териториална единица и община в състава на Камчатски край на Руската федерация. Влиза в състава на Корякски окръг.
Административен център е село Тиличики.

## География
Районът заема крайната североизточна част на Камчатски край, по-рано – Корякски автономен окръг. Площта на района е 72,4 хиляди km2, което е повече от площта на Московска област и е приблизително равна на страни като Ирландия и Сиера Леоне.
По-голямата част от района заемат планински вериги на Корякските планини: хребетите Апукски, Пахачински, Олюторски, Пилгински, Ветверски, Пикас, Укелаят и Снежен. Равнинните участъци са разположени главно в долините по долните течения на реките Апука, Вивенка, Пахача, Кетаваям, Сухая, Агваям и са предимно заблатени. Най-високата точка на района е Ледената планина, с височина от 2453 m.
Геология
Целият район се намира в зоната на алпийска орогенеза и се отнася към геологично активните региони в света. През 2006 г. едно от населените места в района, Корф, е разрушено от силно земетресение.
Минерални ресурси
Минералните ресурси на района са богати, но повечето от тях не се разработват поради слабото развитие на инфраструктурата. В района се намират богати находища на платина, живак, злато, сребро, манган, бисмут. В северната част на района, край изворите на Пахачи, има големи находища на волфрам. В югозападната част на района е разработено находище на кафяви каменни въглища. В района има и находища на уран, олово, арсен и мед. От нерудните полезни изкопаеми има скъпоценни и полускъпоценни камъни, строителен камък, сяра, борати и други.
Климат
Целият район се намира в зоната на субарктичния морски климат. Зимата е сравнително мека за съответните географски ширини. Лятото е прохладно. Чести духат силни ветрове. Навсякъде се срещат вечно замръзнали почви.

## Население
През 1989 г. в района живеят 12 803 души, но поради настъпилите промени, населението на района е намаляло почти 3 пъти.
Демографско развитие
| Година | Раждания | Смъртни случаи | Ест. прираст | Миграции | Раждаемост (‰) | Смъртност (‰) | Ест. прираст (‰) | Баланс (‰) |
| ------ | -------- | -------------- | ------------ | -------- | -------------- | ------------- | ---------------- | ---------- |
| 2010   | 59       | 93             | -34          | -54      | 11,92          | 18,80         | -6,87            | -10,91     |
| 2011   | 60       | 94             | -34          | -203     | 12,74          | 19,95         | -7,22            | -43,09     |
| 2012   | 47       | 69             | -22          | -142     | 10,34          | 15,17         | -4,84            | -31,23     |
| 2013   | 44       | 73             | -29          | -177     | 10,14          | 16,82         | -6,68            | -40,77     |
| 2014   | 62       | 82             | -20          | -112     | 14,73          | 19,48         | -4,75            | -26,61     |
| 2015   | 65       | 85             | -20          | -76      | 15,80          | 20,67         | -4,86            | -18,48     |

## Състав
В Олюторския район има 8 населени места в състава на 7 селски общини, както и междуселищната територия: селата Апука, Ачайваям, Вивенка, Пахачи, Средни Пахачи, Тиличики, Хаилино и населения пункт Корф (в междуселищната територия). Най-голямото селище е Тиличики с 1403 души (2016).
| Апука | Ачайваям | Вивенка | Пахачи | Средни Пахачи | Тиличики | Хаилино | Корф |
| 252   | 458      | 410     | 388    | 352           | 1403     | 681     | 175  |

## История
До 1 юли 2007 г. районът влиза в състава на Корякския автономен окръг на Камчатска област.